# Budziska Leśne
Budziska Leśne (deutsch Heydtwalde, Forst) ist eine kleine Siedlung in der polnischen Woiwodschaft Ermland-Masuren, die zur Landgemeinde Kruklanki (Kruglanken) im Powiat Giżycki (Kreis Lötzen) gehört.

## Geographische Lage
Budziska Leśne liegt am Nordrand des Borkener Forsts (auch: Borker Heide, polnisch Puszcza Borecka), 24 Kilometer östlich der früheren Kreisstadt Angerburg (polnisch Węgorzewo) und 25 Kilometer nordöstlich der jetzigen Kreismetropole Giżycko (Lötzen).

## Geschichte
Der Wohnplatz Forsthaus Heydtwalde – im Staatsforst Heydtwalde – mit der dazugehörigen Siedlung wurde am 18. August 1890 gegründet. Vom 6. Mai 1874 bis zum 30. September 1929 gehörte es zum Amtsbezirk Heydtwalde (Gutsbezirk, Oberförsterei) und war danach in die Landgemeinde Budzisken (polnisch Budziska) im Amtsbezirk Lissen (polnisch Lisy) im Kreis Angerburg im Regierungsbezirk Gumbinnen der preußischen Provinz Ostpreußen eingegliedert.
Am 1. April 1938 wurde Heydtwalde, Forst ein Teil der Landgemeinde Herbsthausen, zu der sich die Gemeinden Sawadden (Herbsthausen A, polnisch Zawady), Mitschkowken (Herbsthausen B, Mieczkówka) und Budzisken (Herbsthausen C, Budziska) zusammenschlossen.
In Kriegsfolge kam die Gemeinde Herbsthausen 1945 mit dem südlichen Ostpreußen zu Polen, und das Forsthaus Heydtwalde erhielt die polnische Namensform Budziska Leśne. Heute ist es in das Schulzenamt (polnisch Sołectwo) Żabinka (Zabinken, 1938–1945 Hochsee) eingegliedert und gehört somit zum Verbund der Landgemeinde Kruklanki im Powiat Giżycki, vor 1998 der Woiwodschaft Suwałki, seither der Woiwodschaft Ermland-Masuren zugehörig.

## Religionen
Heydtwalde, Forst – hier der Teilbereich Kreis Angerburg – war bis 1945 eine Ortschaft dem Kirchspiel der evangelischen Kirche in Benkheim (polnisch Banie Mazurskie) im Kirchenkreis Angerburg in der Kirchenprovinz Ostpreußen der Evangelischen Kirche der Altpreußischen Union zugehörig. Seit 1945 gehört Budziska Leśne zur evangelischen Kirche in Gołdap (Goldap), einer Filialkirche von Suwałki in der Diözese Masuren der Evangelisch-Augsburgischen Kirche in Polen.
Die katholische Bevölkerung Heydtwaldes war vor 1945 nach Angerburg (polnisch Węgorzewo) im Bistum Ermland eingepfarrt. Heute ist sie Teil der Pfarrei Banie Mazurskie mit einer Filialkapelle in Budziska (Budzisken, 1938–1945 Herbsthausen C). Sie gehört zum Dekanat Gołdap im Bistum Ełk (Lyck) der Römisch-katholischen Kirche in Polen.

## Verkehr
Budziska Leśne liegt an einer Nebenstraße, die bei Banie Mazurskie von der polnischen Woiwodschaftsstraße 650 (einstige deutsche Reichsstraße 136) abzweigt und über Lisy (Lissen) und Budziska (Budzisken, Herbsthausen C) in den Borkener Forst (auch: Borker Heide, polnisch Puszcza Borecka) führt. Eine Bahnanbindung besteht nicht.